# برمجية نسخ احتياطي

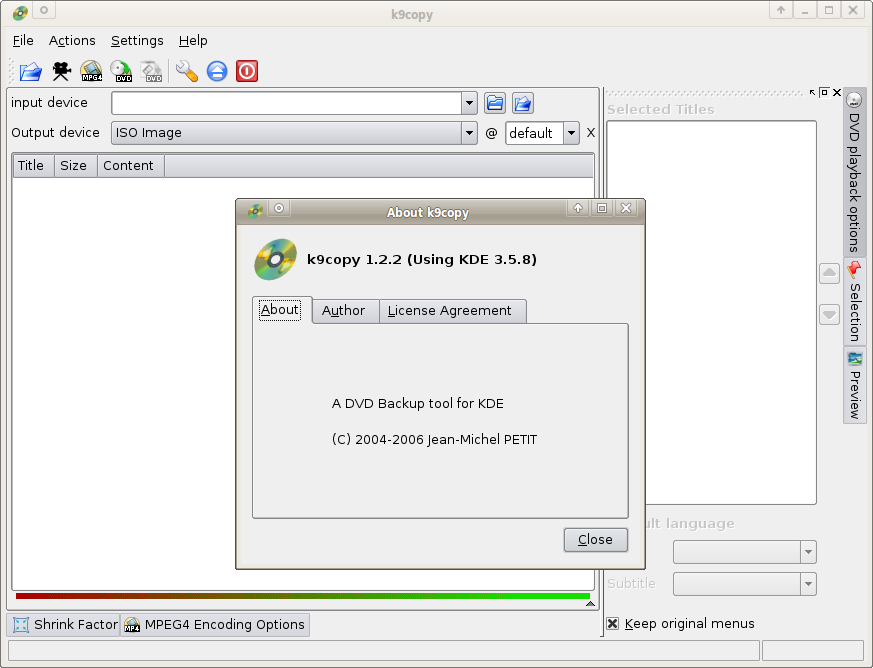
1.2.2، الذي يُستخدم لنسخ أقراص الدي في دي

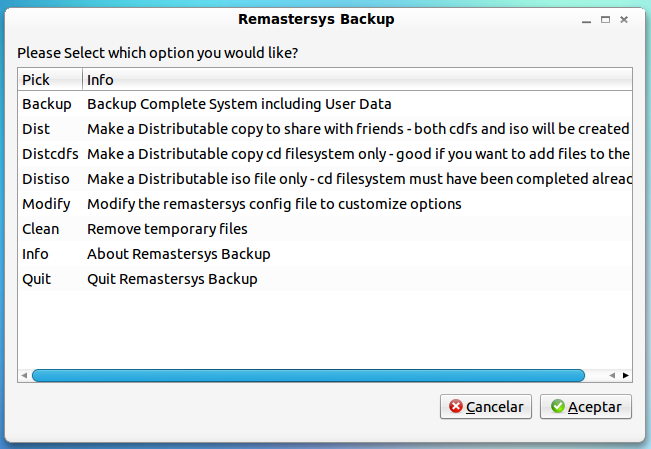
عند نسخ بعض الملفات احتياطيًّا

برمجيَّات النسخ الاحتياطيِّ هي برمجيَّات حاسوب تُستخدم لإجراء النسخ الاحتياطي مِن خلال نسخ الملفات أو قواعد البيانات أو مُحتويات أجهزة الكمبيوتر بأكملها، وقد تَستخدم هذه البرامج النُسخ الاحتياطيَّة الإضافيَّة لاستعادة البيانات الأصليَّة عند فُقدانها ‏. تقوم مُعظم شركات البرمجيَّات بإنشاء برمجيَّات النسخ الاحتياطي، مثل أكرونيس وباراغون سوفتوير جروب [الإنجليزية] وماكريوم سوفتوير، وغيرها.